# Morty Trautman
Morton „Mort“ bzw. „Morty“ Trautman (* 1925 oder 1926 in Brooklyn; † 21. April 2012) war ein US-amerikanischer Jazz-, Theater- und Studiomusiker (Posaune).

## Leben und Wirken
Trautman war ab den frühen 1940er-Jahren in der New Yorker Musikszene aktiv; 1943 wurde er Mitglied der dortigen Musikergewerkschaft. Nach Ableistung des Militärdienstes im Zweiten Weltkrieg arbeitete er in Bigbands und trat als Musiker in Nachtclubs und Hotels auf, wie dem Waldorf-Astoria. Außerdem arbeitete er als Theatermusiker am Broadway, als Sessionmusiker und Begleitmusiker von Yves Montand bei seiner Tournee durch die Vereinigten Staaten.  Erste Aufnahmen entstanden 1956 im Orchester von Larry Sonn (The Sound of Sonn, mit Al Cohn, Hal McKusick); 1957 spielte er bei Tito Puente (Night Beat; RCA) und um 1960 bei Jerry Jerome.
Mitte der 1960er-Jahre  war Trautman auch als musikalischer Koordinator für Solid State Records tätig und betreute Bigband-Produktionen von Joe Williams/Thad Jones/Mel Lewis Orchestra, Jimmy McGriff (A Tribute to Basie) und Manny Albam (The Soul of the City). 1968 trat er im Lou Levy Orchestra und Peggy Lee im New Yorker Copacabana Night Club auf (Two Shows Nightly, Capitol).  Des Weiteren verfolgte Trautman eine zweite Karriere als  Klaviertechniker auf Kreuzfahrtschiffen der Norwegian Cruise Line.